# Мичков, Александр Васильевич
Александр Васильевич Мичков (род. 20 января 1958 года, пос. Кирзя, Караидельский район, БАССР) — мастер спорта СССР по боксу, заслуженный тренер России по самбо.

## Биография
Ранние годы прошли в Караидельском районе. Родился в посёлке Кирзя, вырос в посёлке Магинск. Здесь в 1960-е годы не было спортсекций. Молодой Александр с другом отыскали две пары старых боксёрских перчаток, начав устраивать спарринги, не зная ни правил, ни техники боя.
В 14 лет уехал в столицу Башкирии — город Уфа, где поступил в ПТУ. В этом же училище была секция бокса, в которой Александр занимался уже с профессиональным тренером. С 1976 по 1978 — служит в армии.
В 1983 году Александр Мичков закончил Волгоградский институт физической культуры. В то время студентов распределяли от высших учебных заведений по новым рабочим местам. Александра отправили работать тренером по боксу в город Старый Оскол Белгородской области в детскую спортивную школу. Там Александр Мичков познакомился с тогда ещё только начинающим спортсменом Владимиром Вороновым, которому в тот момент было 17 лет.

## Спортивная деятельность, достижения
За период тренерской деятельности в спортивной школе подготовил 5 мастеров спорта СССР, 10 мастеров спорта РФ по боксу и самбо.
Начав работать полноценно тренером по боксу, Александр Мичков сумел воспитать ряд сильных спортсменов. Среди них:
Победитель первенства СССР в первом тяжелом весе Андрей Гаркуша, Чемпион Европы Михаил Гала, Обладатель Кубка СССР, трёхкратный победитель первенства России среди юношей и юниоров Михаил Малинин.
Самые известные его ученики — бойцы смешанных единоборств Фёдор Емельяненко, Александр Емельяненко.
Фёдор Емельяненко начал заниматься у Мичкова в 2000-м году.
В настоящее время Александр Мичков продолжает активную тренерскую деятельность. В тандеме с Владимиром Вороновым является главным тренером команды ММА Red Devil. Среди спортсменов в эти годы подготовлены: Михаил Заяц, Максим Гришин, Олег Захаров.
Попутно так же старается успевать тренировать детей в детской спортивной школе «Золотые перчатки» в Старом Осколе, в которой начал тренерскую деятельность.